# Mount Garat
Der Mount Garat ist der größte und aktivste der Intra-Caldera-Vulkane im Krater der Vulkaninsel Gaua in Vanuatu. Er liegt am südwestlichen Ufer des Kratersees Lake Letas. Der Gipfel des Mount Garat wird von drei Pitkratern eingenommen. Im See liegen noch einige weitere verschiedene Schlackenkegel.
1962 endete eine lange Ruhephase des Vulkans, als sich an der Südost-Flanke eine Spalte öffnete. Seitdem kommt es am Mount Garat immer wieder zu kleineren Eruptionen. Dabei veranlassten stärkere Ausbrüche die Bevölkerung der Insel immer wieder zur Flucht.
Anzeichen für einen bevorstehenden Ausbruch sind hier ein Anstieg des Wasserspiegels sowie erhöhte Wassertemperaturen. Auch kann die Farbe des Wassers variieren, was durch vulkanische Gase hervorgerufen wird. Diese erwärmen auch das Wasser. Die Erhöhung des Wasserstandes ist möglicherweise auf eine Magmaintrusion zurückzuführen, die den Boden des Gewässers anhebt.